# Assedio di Stepanakert
L'assedio di Stepanakert iniziò alla fine del 1991, durante la prima guerra del Nagorno Karabakh, a Stepanakert, la più grande città del Nagorno Karabakh, quando le forze azere assediarono la città. Fino al maggio 1992, la città e la sua popolazione armena furono l'obiettivo di una campagna di bombardamenti durata mesi da parte dell'Azerbaigian. Il bombardamento di Stepanakert e delle città e dei villaggi armeni adiacenti, avvenuto in condizioni di blocco totale da parte dell'Azerbaigian, causò distruzioni estese e molte vittime civili.
Human Rights Watch riferì che le principali basi utilizzate dalle forze armate azere per il bombardamento di Stepanakert includevano le città di Khojaly e Shusha. Le forze azere utilizzarono armi come i sistemi missilistici a lancio multiplo BM-21 Grad. I bombardamenti indiscriminati, gli spari dei cecchini e gli attacchi aerei uccisero o mutilarono centinaia di civili e distrussero case, ospedali e altri edifici che non erano obiettivi militari legittimi e che generalmente terrorizzarono la popolazione civile. A seguito dell'offensiva lanciata dall'Azerbaigian sul Nagorno Karabakh, più di 40 000 persone divennero rifugiati e decine di villaggi furono bruciati e distrutti.
Secondo il Memorial Human Rights Center, le aree residenziali di Stepanakert e Shusha furono regolarmente bombardate con l'uso di artiglieria e lanciarazzi. Ci furono maggiori distruzioni e vittime a Stepanakert rispetto a Shusha, il che potrebbe essere spiegato dalla posizione in pianura di Stepanakert e dall'intensità molto più alta dei bombardamenti da Shusha a causa della cattura da parte dell'Azerbaigian dei depositi sovietici ad Ağdam e in altri luoghi con più di 11 000 carri pieni di razzi, compresi quelli per BM-21 MLRS.
L'assedio della città si fermò solo dopo la conquista di Shusha da parte delle forze armene l'8-9 maggio 1992.

## Contesto
Stepanakert, o Khankendi, è una città posta sull'altopiano del Karabakh al centro del Nagorno Karabakh, una regione montuosa e senza sbocco sul mare situata nel Caucaso meridionale. Sebbene le fonti armene affermino che l'insediamento fu menzionato per la prima volta come Vararakn (in armeno Վարարակն?, che significa "rapida primavera"), dal nome del fiume che lo attraversa, i riferimenti azeri generalmente dicono che l'insediamento fu fondato alla fine del XVIII secolo come residenza privata per i khan del Khanato del Karabakh, e fu così chiamata Khankendi (in azero Xankəndi, letteralmente "villaggio del khan").
Dopo l'istituzione dell'autorità sovietica, Khankendi fu ribattezzata Stepanakert (in armeno Ստեփանակերտ?, letteralmente "la città di Stepan") dal decreto del Comitato Esecutivo Centrale della RSS dell'Azerbaigian, datato 10 agosto 1923, per onorare Stepan Shaumian, capo dei 26 commissari di Baku. Successivamente, Stepanakert divenne la capitale dell''Oblast' Autonoma del Nagorno-Karabakh (NKAO) e gradualmente divenne la città principale per gli armeni nella regione. Secondo il censimento sovietico del 1979, la città aveva una popolazione di 38 980 persone, per lo più armeni, che costituivano l'87% della popolazione totale, e più di quattromila azeri.
Nel settembre 1988 ebbe luogo un saccheggio di massa e un pogrom, diretto contro la popolazione etnica azera della città, noto come pogrom di Stepanakert. Di conseguenza, la popolazione azera fuggì dalla città.

### Blocco
Dal 1989 l'Azerbaigian bloccò le linee ferroviarie e la fornitura di petrolio e gas naturale all'Armenia e al Nagorno-Karabakh. Dall'autunno del 1991 il blocco imposto divenne pieno e continuo. I blocchi mandarono in frantumi l'economia armena, scatenò disordini sociali e creò una devastante crisi umanitaria. Per tutta la primavera del 1992, Stepanakert (che contava cinquantacinquemila abitanti) era sotto assedio: l'Azerbaigian aveva interrotto tutte le comunicazioni terrestri tra l'Armenia e il Nagorno Karabakh. Stepanakert non aveva l'accesso su strada in Armenia per quasi due anni e il suo unico collegamento con il mondo esterno era in elicottero attraverso le montagne fino all'Armenia. Così molti dei suoi residenti erano rimasti virtualmente intrappolati lì per tutto quel tempo.
Come risultato dell'inasprimento del blocco da parte dell'Azerbaigian, tutti i rifornimenti essenziali, inclusi acqua, elettricità, cibo e medicinali, furono praticamente tagliati. Gli armeni che vivevano a Stepanakert dovevano passare quasi tutto il tempo a rifugiarsi in scantinati e cantine in condizioni spaventose. Secondo Human Rights Watch:
Fu in queste condizioni di blocco totale che l'Azerbaigian sottopose Stepanakert agli attacchi e ai bombardamenti.

## L'assedio
Durante l'inverno 1991-1992, Stepanakert fu colpita dall'artiglieria e dai bombardamenti aerei delle forze azere. Nel maggio 1992, quando Helsinki Watch arrivò a Stepanakert, la città aveva già subito pesanti distruzioni. Solo dal 22 al 24 agosto, i bombardamenti dell'Azerbaigian avevano causato almeno 40 morti civili e ferito 100 persone.
Il rapporto di Helsinki Watch affermava che "gli attacchi e i bombardamenti azeri erano avventati e indiscriminati e miravano a terrorizzare e cacciare i civili armeni. Come i precedenti attacchi azeri a Stepanakert, gli attacchi e i bombardamenti durante la controffensiva e oltre distrussero o danneggiarono decine di case e talvolta interi villaggi." Secondo Caroline Cox, "contavo 400 missili Grad ogni giorno che colpivano Stepanakert". Il bombardamento mirava a intimidire e cacciare la popolazione civile armena dal Karabakh ea prendere il controllo militare. Nelle parole del Segretario di Stato dell'Azerbaigian nel 1992, Lala-Shovket Gajiyeva, "Per più di 100 giorni abbiamo bombardato Stepanakert, ma gli armeni non hanno abbandonato la loro terra".
David Atkinson, membro del Consiglio d'Europa, ricordò all'Assemblea parlamentare del Consiglio d'Europa (APCE) di aver visitato il Nagorno Karabakh all'inizio degli anni '90 e aggiunse che "non dimenticherà mai" l'attentato dinamitardo azero di Stepanakert durante un rapporto del 25 gennaio 2005, durante la sessione invernale dell'APCE.
Geograficamente Stepanakert si trovava nella posizione più vulnerabile, con Ağdam a 15 miglia a est, Khojaly a nord e Shusha a sud. Le città controllate azere di Shusha e Khojaly si affacciavano su Stepanakert e venivano utilizzate come basi principali per attaccare e bombardare la capitale. Helsinki Watch scrive: "Mentre le forze azere controllavano la città di Shusha, che si affaccia su Stepanakert, colpirono quest'ultima con Grad e fuoco di artiglieria pesante, colpendo civili, aree residenziali, ospedali e simili [...]. Il pilota russo Anatolii Chistiakov affermò che gli azeri chiedevano regolarmente ai piloti mercenari di lanciare gas lacrimogeni per provocare il panico tra i civili."
La piattaforma di artiglieria principale utilizzata nel bombardamento, iniziato il 10 gennaio 1992 e durato 4 mesi, era il lanciarazzi multiplo BM-21 GRAD di fabbricazione sovietica in grado di sparare 40 razzi contemporaneamente, una variante moderna dell'ampiamente arma utilizzata Katyusha nella seconda guerra mondiale. Il lanciatore GRAD era simile al Katyusha in quanto non aveva un sistema missilistico ben guidato e quindi la posizione in cui avrebbe colpito era difficile da determinare. Essenzialmente, il GRAD è progettato per fornire devastazione antiuomo su un campo di battaglia aperto, mentre l'esercito azero lo usò per bombardare i civili in una capitale densamente popolata del Nagorno-Karabakh. Soprannominati "pali del telefono volanti" a causa della loro forma lunga e sottile, i missili causarono danni devastanti agli edifici, compresa la distruzione di case residenziali, scuole, il setificio della città, ospedale per la maternità e almeno un asilo.
Il 31 maggio 1992, il Chicago Tribune scriveva:

### Risposta armena
Nel maggio 1992, Shusha era l'unica area controllata dall'Azerbaigian vicino Stepanakert durante la prima guerra del Nagorno-Karabakh, e utilizzata per lanciare missili GRAD nei quartieri di Stepanakert. Quasi tutta la popolazione civile del Karabakh era concentrata a Stepanakert dopo la partenza a causa della zona di battaglia, e anche i bombardamenti mal mirati degli aerei azeri provocarono pesanti perdite di civili. Le forze di autodifesa del Karabakh si vendicarono e in due giorni di combattimento catturarono Shusha l'ultima area abitata azera nel Nagorno Karabakh. Ottennero così il controllo sul Nagorno Karabakh, che pose fine agli attacchi e ai bombardamenti di Stepanakert.
Il bombardamento quotidiano dei missili Grad dell'Azerbaigian e gli attacchi a Goris e Kapan causarono migliaia di morti tra civili e militari e una massiccia distruzione delle proprietà. Le bombe erano state costantemente dirette verso Stepanakert, fino alla cattura di Shusha, l'8 maggio 1992.
La città di Khojaly era sulla strada che collegava Shusha e Stepanakert ad Agdam e aveva l'unico aeroporto della regione. L'aeroporto era di vitale importanza per la sopravvivenza della popolazione del Karabakh, che non aveva collegamenti via terra con la Repubblica di Armenia ed era sotto il blocco totale dell'Azerbaigian. Secondo quanto riportato da Human Rights Watch, Khojaly fu utilizzata come base per le forze azere per bombardare la città di Stepanakert. Nel febbraio 1992 le forze di autodifesa del Karabakh catturarono Khojaly poiché ciò era l'unico modo per fermare il bombardamento di Stepanakert da Khojaly e per rompere il blocco.

## Reazioni internazionali
Il Congresso degli Stati Uniti condannò il blocco e l'aggressione dell'Azerbaigian contro l'Armenia e il Nagorno-Karabakh, approvando l'emendamento N: 907 al Freedom Support Act (1992) che vietava il sostegno diretto degli Stati Uniti al governo dell'Azerbaigian. Il disegno di legge specificava:
L'organizzazione per i diritti umani Christian Solidarity International (CSI) nel suo rapporto sulla prima guerra del Nagorno-Karabakh conclude che l'Azerbaigian è stato il principale aggressore e iniziatore della guerra del Karabakh perché l'Azerbaigian 1) ha organizzato deportazioni forzate di armeni dal Nagorno Karabakh, 2) ha imposto un blocco sul Karabakh e sull'Armenia, 3) ha usato una forza militare pesante e ha bombardato le aree civili. Il rapporto afferma inoltre,

### Helsinki Watch
Una delegazione di membri dell'Helsinki Watch andò a Stepanakert per due giorni. Gli armeni affermarono che Stepanakert era stata costantemente attaccata dagli azeri, a partire dal 1991, in ottobre. I membri dell'Helinski Watch erano andati in giro per la città e avevano osservato i danni diffusi e fotografato molti danni alle aree civili. La delegazione notò anche che quasi tutti gli appartamenti nella parte occidentale di Stepankert erano stati colpiti da bombardamenti.
I rappresentanti di Helsinki Watch, avevano fotografato la completa distruzione di un ospedale e anche gli edifici scolastici in alcune parti della città.
L'Helsinki Watch concluse nella sua relazione annuale che le forze azere avevano colpito la capitale del Nagorno Karabakh, Stepanakert e altre città e villaggi armeni con proiettili e granate. I bombardamenti indiscriminati e gli spari dei cecchini uccisero o mutilarono centinaia di civili, distrutto case, ospedali e altri oggetti che non erano obiettivi militari legittimi.

### I resoconti dei giornalisti
Vanora Bennett, giornalista britannica,
Il giornalista Vadim Byrkin,
La Gazzetta di Montreal riportava,
Anzhelika Chechina, giornalista russa e attivista per i diritti umani:
Il giornalista del Los Angeles Times John-Thor Dahlburg:
Nella capitale assediata in tempo di guerra dell'autoproclamata Repubblica del Nagorno Karabakh, la vita è tornata all'urgenza e alla precarietà dell'età della pietra. Prendiamo, ad esempio, l'acqua potabile, una preoccupazione pressante da quando gli azeri hanno interrotto l'elettricità alle pompe che azionano l'acquedotto in questa città prevalentemente armena di 70 000 abitanti...
Nel suo rifugio sotterraneo, Lidia Airepetyan si è svegliato una notte a causa di un movimento della sua testa. "Da tre mesi non ci laviamo, abbiamo dimenticato cos'è il bagno", ha detto la maestra e madre di tre bambini. Lei e altre 36 famiglie che vivono sotto il loro condominio non hanno pane da quando i panifici hanno chiuso, quindi mondano il grano crudo e lo fanno bollire. "Sostanzialmente sopravviviamo grazie al tè", ha detto Airepetyan. "Non ci sono più noodles, né riso.»
Il giornalista del Chicago Tribune Michael McGuire:
Il Daily Telegraph UK:
La scrittrice russa e attivista per i diritti umani Inessa Burkova:
La giornalista russa Galina Kovalskaya,

### Esplicative
1. ↑  Oblast' Autonoma del Nagorno Karabakh fino al 1991
2. ↑  Repubblica Socialista Sovietica Armena (Armenia Sovietica) fino al 1990 (ribattezzata Repubblica d'Armenia) nel 1991 (dichiarata l'indipendenza).
3. ↑  Repubblica Socialista Sovietica dell'Azerbaigian (Azerbaigian sovietico) fino al 1991
4. ↑  Fino alla dissoluzione dell'URSS, le autorità sovietiche si schierarono, in generale, con l'Azerbaigian. [...] Le truppe sovietiche inviate nell'area del conflitto [...] in numerose occasioni si schierarono dalla parte delle forze azere per "punire" gli armeni per aver sollevato la questione del NK."(Hughes, Sasse, 2002, p. 145.) "Le truppe sovietiche furono in Nagorno Karabakh per 2+1⁄2 anni [...] Le truppe sostennero le milizie armate azere che imposero un blocco della regione..."(Shogren, 1990) Le truppe sovietiche intervennero direttamente durante l'operazione Anello nell'aprile-maggio 1991 a fianco dell'Azerbaigian.(Cornell, Svante E, 2002, p. 26.,Papazian, 2008)

### Bibliografiche
1. 1 2 3   Howard Witt, Besieged Armenians Live In Daze, su articles.chicagotribune.com, Chicago Tribune, 31 maggio 1992 (archiviato dall'url originale il 13 aprile 2014).
2. ↑   Taylor & Francis, The Europa world year book, 45ª ed., Europa, 2004,  pp. 554-555, ISBN 1-85743-253-3, OCLC 55795909.
3. ↑   Eastern Europe, Russia and Central Asia 2003., Europa, 2002,  p. 130, ISBN 1-85743-137-5, OCLC 50715500.
4. ↑   Denber, Rachel, Bloodshed in the Caucasus: Indiscriminate Bombing and Shelling by Azerbaijani Forces in Nagorno Karabakh (PDF), su hrw.org, Human Rights Watch/Helsinki, luglio 1993,  pp. 5, 11.
5. ↑  (EN) Human Rights and Democratization in the Newly Independent States of the Former Soviet Union, vol. 85, United States Congress Commission on Security and Cooperation in Europe, 1993,  p. 125.
6. ↑  The Daily Telegraph, "Azeri jets bomb capital of enclave" – August 23, 1992
7. ↑   Helsinki Watch, Bloodshed in the Caucasus : escalation of the armed conflict in Nagorno Karabakh., Helsinki Watch, a division of Human Rights Watch, 1992,  p. 32, ISBN 1-56432-081-2, OCLC 27428446.
8. ↑   Human Rights Watch World Report – The Former Soviet Union, su hrw.org.
9. 1 2 3 4 5  Bloodshed in the Caucasus: escalation of the armed conflict in Nagorno Karabakh. 1992, pp. 12; 34.
10. ↑  (RU) Rapporto del Memorial Human Rights center, su memo.ru (archiviato dall'url originale il 22 giugno 2014).
11. ↑  (RU) Группа Российских Войск в Закавказье, su waronline.org (archiviato dall'url originale il 13 giugno 2010).
12. ↑  Thomas Ambrosio, Irredentism: ethnic conflict and international politics, p. 148.
13. ↑  Chorbajian, Donabédian, Mutafian, 1994, p. 139.
14. ↑  "Степанакерт". Armenian Soviet Encyclopedia 11. Yerevan: Armenian Soviet Academy of Sciences. 1985. pp. 124-125.
15. ↑  (AZ) Dağlıq Qarabağ münaqişəsi: Tammətnli elektron materiallar məcmuəsi (PDF), su files.preslib.az, Azerbaijani Presidential Library, 2005,  p. 123.
16. ↑  (RU) Рена Махмудовна Эфендизаде, Architecture of the Soviet Azerbaijan, Stroĭizdat, 1986,  p. 76.
17. ↑  Kulieva, J., ed. (1985). "Ханкәнди". Azerbaijani Soviet Encyclopedia (in Russian). 10. Baku: Azerbaijani Soviet Academy of Sciences. p.49.
18. ↑   Christopher C. Salvatico, Armenia : a historical atlas, University of Chicago Press, 2001,  p. 265. URL consultato il 31 dicembre 2021.
19. ↑  (RU) население нагорно-карабахской республики, su ethno-kavkaz.narod.ru.
20. ↑  (EN) Карабах: хронология конфликта, 29 agosto 2005. URL consultato il 31 dicembre 2021.
21. ↑  (RU) Заключение Комитета ВС РСФСР по правам человека, su karabakhrecords.info (archiviato dall'url originale il 10 ottobre 2019).
22. ↑   Denber, Rachel, Bloodshed in the Caucasus: Indiscriminate Bombing and Shelling by Azerbaijani Forces in Nagorno Karabakh (PDF), su hrw.org, Human Rights Watch/Helsinki.,  pp. 5, 11 (archiviato dall'url originale il 5 gennaio 2017).
23. 1 2 3   Thomas De Waal, Black garden : Armenia and Azerbaijan through peace and war, 2003,  p. 175, ISBN 0-8147-1944-9, OCLC 50959080.
24. 1 2   Caroline Cox and John Eibner - Ethnic Cleansing in Progress: War in Nagorno Karabakh, su sumgait.info.
25. ↑   Denber, Rachel, Bloodshed in the Caucasus: Indiscriminate Bombing and Shelling by Azerbaijani Forces in Nagorno Karabakh (PDF), su hrw.org, Human Rights Watch/Helsinki, luglio 1993 (archiviato dall'url originale il 5 gennaio 2017).
26. ↑  Cox's Book of Modern Saints and Martyrs By Caroline Cox, Catherine Butcher – p. 100.
27. ↑  Azerbaijani State Television, 24, July 1994
28. ↑  (EN) Analysis: Council Of Europe Calls For Talks Between Azerbaijan, Karabakh Leadership, su RadioFreeEurope/RadioLiberty. URL consultato il 31 dicembre 2021.
29. ↑  Thomas Goltz, Azerbaijan Diary: A Rogue Reporter's Adventures in an Oil-Rich, War-Torn, Post-Soviet Republic, p. 184.
30. ↑  JPRS report: Central Eurasia. Military affairs: Issue 35; Issue 35 – United States. Foreign Broadcast Information Service,  p. 23.
31. ↑  Conflicts in the OSCE area – Ole Berthelsen, Sven Gunnar Simonsen, International Peace Research Institute, p. 12.
32. ↑  Michael P. Croissant, The Armenia-Azerbaijan conflict: causes and implications, p. 79.
33. ↑  Karen Dawisha, Bruce Parrott, Conflict, Cleavage, and Change in Central Asia and the Caucasus, p. 82.
34. ↑  Donald Earl Miller, Lorna Touryan Miller, Jerry Berndt, Armenia: portraits of survival and hope, p. 74.
35. ↑   Stuart J. Kaufman, Modern hatreds : the symbolic politics of ethnic war, 2001,  pp. 49-66, ISBN 978-1-5017-0199-3, OCLC 1160511946.
36. ↑  Freedom Support Act (1992) Section 907: Restrictions on the Assistance to Azerbaijan. Public Law 102-511, Washington DC, 24 Oct. 1992
37. ↑  (EN) Helsinki Watch (Organization : U.S.), Annual Report, The Committee, 1980,  p. 231.
38. ↑  The Global Dynamics of News. Abbas Malek, Anandam P. Kavoori. p. 193.
39. ↑  'Novoe Vremya' Magazine, Issue 8, 1992 (Russia)
40. ↑  (EN) John-Thor Dahlburg, Life Goes Underground in a Capital Under Siege : Nagorno-Karabakh: Frightened citizens find refuge in cramped spaces beneath buildings as battles continue., su Los Angeles Times, 25 febbraio 1992.
41. ↑   Michael McGuire, ARMENIA, AZERBAIJAN BATTLE ON, su chicagotribune.com, Chigago Tribune, 26 gennaio 1992. URL consultato il 31 dicembre 2021 (archiviato il 16 novembre 2018).
42. ↑  The Daily Telegraph, Azeri jets bomb capital of enclave – Aug 23, 1992
43. ↑  (RU) Инесса Буркова. Кто же агрессор? | Наша среда, su nashasreda.ru, 23 agosto 2016.
44. ↑  Galina Kovalskaya "Nagorno-Karabakh: there are no righteous, there are the killed" in Novoye Vremya No: 7, Feb 1992